# Christian Scaroni
Pour les articles homonymes, voir Scaroni.
Christian Scaroni, né le 16 octobre 1997 à Brescia (Lombardie), est un coureur cycliste italien faisant partie de l'équipe XDS Astana.

## Biographie
En 2015, Christian Scaroni devient champion d'Italie sur route juniors.
En 2019, il signe avec la nouvelle équipe continentale Groupama-FDJ.
Sans proposition de la formation World Tour Groupama-FDJ, il rejoint finalement l'équipe russe Gazprom-RusVelo en 2020,. 
En juillet 2022, il rejoint l'équipe Astana Qazaqstan, et prolonge pour la saison 2023 en novembre 2022.
Au début de la saison 2025, alors que son contrat a été prolongé chez XDS Astana jusqu'à la fin de 2026, il monte sur trois podiums lors des courses espagnoles de janvier et février puis gagne coup sur coup la Classic Var et, les deux jours suivants, la première étape puis le classement général du Tour des Alpes-Maritimes. Le 5 mars, au Trofeo Laigueglia, il est le seul à pouvoir suivre Juan Ayuso dans les côtes mais il termine deuxième, battu au sprint par l'Espagnol.

## Palmarès
- 2015
  -  Champion d'Italie sur route juniors
- 2017
  - 2e du Trophée Learco Guerra
  - 2e du Mémorial Guido Zamperioli
- 2018
  - Giro delle Balze
  - Trofeo Comune di Monte Urano
  - Grand Prix de la ville d'Empoli
  - 2e de la Coppa Fiera di Mercatale
  - 2e du Giro del Belvedere
  - 2e du Trophée MP Filtri
  - 2e du Gran Premio Industria e Commercio Artigianato Carnaghese
  - 3e du Piccola Sanremo
  - 3e de Toscane-Terre de cyclisme
  - 3e du Grand Prix Industrie del Marmo
  - 3e du Giro del Montalbano
  - 3e du Challenge Ciclismoweb
  - 4e du championnat d'Europe sur route espoirs
- 2019
  - Trophée de l'Essor
  - Grand Prix de Puyloubier
  - 5e, 7e et 8e étapes du Tour de Nouvelle-Calédonie
  - 2e du Tour du Jura
  - 3e du Tour de Basse-Navarre
  - 3e de l'Essor basque
- 2022
  - 1re et 5e étapes de l'Adriatica Ionica Race
- 2023
  - 2e de l'Arctic Race of Norway
- 2024
  - 8e de la Cadel Evans Great Ocean Road Race
- 2025
  - Classic Var
  - Tour des Alpes-Maritimes : 
    - Classement général
    - 1re étape

  - 16e étape du Tour d'Italie
  - 2e du Clàssica Comunitat Valenciana 1969-Gran Premio Valencia
  - 2e du Trofeo Laigueglia
  - 2e du Trofeo Calvià
  - 2e de la Clásica Terres de l'Èbre
  - 3e du Tour de Murcie
  - 3e du Tour de Castille-et-León
  - 3e de l'Arctic Race of Norway
  - 8e de la Classique de Saint-Sébastien

## Résultats sur les grands tours

### Tour d'Italie
3 participations
- 2023 : 58e
- 2024 : non-partant (18e étape)
- 2025 : 40e, vainqueur de la 16e étape

## Classements mondiaux
| Année                                 | 2018 | 2019  | 2020 | 2021 | 2022 | 2023 | 2024 |
| ------------------------------------- | ---- | ----- | ---- | ---- | ---- | ---- | ---- |
| Classement mondial                    | 629e | 1480e | nc   | 719e | 436e | 210e | 196e |
| UCI Europe Tour                       | 380e | 993e  | nc   | 564e | 348e | nc   | nc   |
|                                       |      |       |      |      |      |      |      |
| Légende : nc = non classéSource : UCI |      |       |      |      |      |      |      |